# Prima Divisione Lombardia 1941-1942
La Prima Divisione fu il massimo campionato regionale di calcio disputato in Italia nella stagione 1941-1942.
La Prima Divisione fu organizzata e gestita dai Direttori Regionali di Zona.
Il campionato giocato nelle regioni Lombardia ed Emilia-Romagna (per la sola provincia di Piacenza), fu organizzato e gestito dal Direttorio II Zona (Lombardia).

## Girone A

### Squadre partecipanti
| Squadra                           | Città (provincia)       | Stagione precedente |
| --------------------------------- | ----------------------- | ------------------- |
| Dop. Casalpusterlengo Sez. Calcio | Casalpusterlengo (MI)   |                     |
| A.C. Codogno                      | Codogno (MI)            |                     |
| U.S. Cremonese (B = riserve)      | Cremona                 |                     |
| G.I.L. "Fabio Filzi"              | Milano                  |                     |
| A.S. Fanfulla (C = allievi)       | Lodi (MI)               |                     |
| U.S. Fiorenzuola                  | Fiorenzuola d'Arda (PC) |                     |
| A.C. Minerva                      | Milano                  |                     |
| Dop. Ministero della Guerra       | Piacenza                |                     |

### Classifica finale
|  | Pos. | Squadra                | Pt       | G  | V | N | P | GF | GS | QR |
|  | ---- | ---------------------- | -------- | -- | - | - | - | -- | -- | -- |
|  | 1.   | Cremonese B (-1)       | 18       | 11 | . | . | . | .. | .. |    |
|  | 2.   | Codogno (-1)           | 14       | 11 | . | . | . | .. | .. |    |
|  | 3.   | Minerva                | 11       | 11 | . | . | . | .. | .. |    |
|  | 4.   | Ministero della Guerra | 8        | 11 | . | . | . | .. | .. |    |
|  | 5.   | Fiorenzuola (-1)       | 7        | 11 | . | . | . | .. | .. |    |
|  | 6.   | Casalpusterlengo (-3)  | 2        | 11 | . | . | . | .. | .. |    |
|  | --   | Fanfulla C             | Ritirata |    |   |   |   |    |    |    |
|  | --   | G.I.L. "Fabio Filzi"   | Ritirata |    |   |   |   |    |    |    |

Legenda:
      Ammesso alle finali regionali.
Regolamento:
Due punti a vittoria, uno a pareggio, zero a sconfitta.
In caso di pari merito in qualsiasi posizione della classifica, le squadre sono classificate grazie al miglior quoziente reti (QR).
Note:
Cremonese B, Codogno e Fiorenzuola hanno scontato 1 punto di penalizzazione in classifica per una rinuncia.
Casalpusterlengo ha scontato 3 punti di penalizzazione in classifica per tre rinunce.

## Girone B

### Squadre partecipanti
| Squadra                                 | Città (provincia) | Stagione precedente |
| --------------------------------------- | ----------------- | ------------------- |
| A.C. Commercianti                       | Milano            |                     |
| D.A. Innocenti                          | Milano            |                     |
| A.C. Pavese "Luigi Belli" (B = riserve) | Pavia             |                     |
| Dop. Redaelli (B = riserve)             | Mi-Rogoredo       |                     |
| A.S. Romana                             | Mi-Vigentino      |                     |
| A.C. S.A.M.A.                           | Milano            |                     |
| D.A. V.I.S.A.                           | Voghera (PV)      |                     |

### Classifica finale
|  | Pos. | Squadra                   | Pt | G  | V | N | P | GF | GS | QR |
|  | ---- | ------------------------- | -- | -- | - | - | - | -- | -- | -- |
|  | 1.   | V.I.S.A.                  | 21 | 12 | . | . | . | .. | .. |    |
|  | 2.   | Commercianti              | 20 | 12 | . | . | . | .. | .. |    |
|  | 3.   | Romana                    | 14 | 12 | . | . | . | .. | .. |    |
|  | 4.   | Redaelli B                | 10 | 12 | . | . | . | .. | .. |    |
|  | 5.   | Pavese Luigi Belli B (-1) | 9  | 12 | . | . | . | .. | .. |    |
|  | 6.   | S.A.M.A. (-1)             | 7  | 12 | . | . | . | .. | .. |    |
|  | 7.   | Innocenti (-1)            | 2  | 12 | . | . | . | .. | .. |    |

Legenda:
      Ammesso alle finali regionali.
Regolamento:
Due punti a vittoria, uno a pareggio, zero a sconfitta.
In caso di pari merito in qualsiasi posizione della classifica, le squadre sono classificate grazie al miglior quoziente reti (QR).
Note:
Pavese Luigi Belli B, Innocenti e S.A.M.A. hanno scontato 1 punto di penalizzazione in classifica per una rinuncia.

## Girone C

### Squadre partecipanti
| Squadra                             | Città (provincia)       | Stagione precedente |
| ----------------------------------- | ----------------------- | ------------------- |
| A.S. Ambrosiana-Inter (C = allievi) | Milano                  |                     |
| Dop.Az. Falck (B = riserve)         | Sesto San Giovanni (MI) |                     |
| A.C. Lecco (B = riserve)            | Lecco (CO)              |                     |
| Dop. Magneti Marelli                | Sesto San Giovanni (MI) |                     |
| A.C. Monza                          | Monza (MI)              |                     |
| Sondrio Sportiva                    | Sondrio                 |                     |
| U.S. Tiranese                       | Tirano (SO)             |                     |

### Classifica finale
|  | Pos. | Squadra            | Pt | G  | V | N | P | GF | GS | QR    |
|  | ---- | ------------------ | -- | -- | - | - | - | -- | -- | ----- |
|  | 1.   | Ambrosiana-Inter C | 18 | 12 | . | . | . | .. | .. | 2,40  |
|  | 2.   | Monza              | 18 | 12 | . | . | . | .. | .. | 2,16  |
|  | 3.   | Falck B            | 13 | 12 | . | . | . | .. | .. |       |
|  | 4.   | Magneti Marelli    | 12 | 12 | . | . | . | .. | .. |       |
|  | 5.   | Sondrio (-1)       | 8  | 12 | . | . | . | .. | .. | 0,485 |
|  | 6.   | Tiranese           | 8  | 12 | . | . | . | .. | .. | 0,481 |
|  | 7.   | Lecco B            | 6  | 12 | . | . | . | .. | .. |       |

Legenda:
      Ammesso alle finali regionali.
Regolamento:
Due punti a vittoria, uno a pareggio, zero a sconfitta.
In caso di pari merito in qualsiasi posizione della classifica, le squadre sono classificate grazie al miglior quoziente reti (QR).
Note:
Sondrio ha scontato 1 punto di penalizzazione in classifica per una rinuncia.

## Girone D

### Squadre partecipanti
| Squadra                                    | Città (provincia)         | Stagione precedente |
| ------------------------------------------ | ------------------------- | ------------------- |
| U.S. Ardens                                | Bergamo                   |                     |
| Atalanta e Bergamasca Calcio (C = allievi) | Bergamo                   |                     |
| Dop. Caproni                               | Milano-Taliedo            |                     |
| D.A. Marzotto                              | Manerbio (BS)             |                     |
| A.S. Milano (C = allievi)                  | Milano                    |                     |
| G.S.F. Pro Palazzolo                       | Palazzolo sull'Oglio (BS) |                     |
| S.S. Pro Ponte                             | Ponte San Pietro (BG)     |                     |

### Classifica finale
|  | Pos. | Squadra         | Pt       | G  | V | N | P | GF | GS | QR    |
|  | ---- | --------------- | -------- | -- | - | - | - | -- | -- | ----- |
|  | 1.   | Caproni         | 18       | 11 | 8 | 2 | 1 | 25 | 10 |       |
|  | 2.   | Pro Palazzolo   | 16       | 11 | 7 | 2 | 2 | 17 | 10 |       |
|  | 3.   | Pro Ponte       | 11       | 11 | 3 | 4 | 4 | 15 | 17 |       |
|  | 4.   | Ardens          | 9        | 11 | 4 | 1 | 6 | 14 | 18 | 0,777 |
|  | 5.   | Atalanta C (-1) | 9        | 11 | 4 | 2 | 5 | 11 | 18 | 0,611 |
|  | 6.   | Milano C        | 6        | 11 | 2 | 2 | 7 | 14 | 18 |       |
|  | --   | Marzotto B      | Ritirata |    |   |   |   |    |    |       |

Legenda:
      Ammesso alle finali regionali.
Regolamento:
Due punti a vittoria, uno a pareggio, zero a sconfitta.
In caso di pari merito in qualsiasi posizione della classifica, le squadre sono classificate grazie al miglior quoziente reti (QR).
Note:
Atalanta C ha scontato 1 punto di penalizzazione in classifica per una rinuncia.

## Girone E

### Squadre partecipanti
| Squadra                          | Città (provincia)       | Stagione precedente |
| -------------------------------- | ----------------------- | ------------------- |
| Abbiategrasso A.C. (B = riserve) | Abbiategrasso (MI)      |                     |
| G.C. Alfa Romeo (B = riserve)    | Milano                  |                     |
| Dop.Az. Breda (B = riserve)      | Sesto San Giovanni (MI) |                     |
| G.S.F. Corbetta                  | Corbetta (MI)           |                     |
| G.S. Corridoni                   | Milano                  |                     |
| G.S. Erminio Giana               | Gorgonzola (MI)         |                     |
| Gr.Az. U.R.S.U.S.                | Vigevano (PV)           |                     |
| A.C. Vigevano (B = riserve)      | Vigevano (PV)           |                     |

### Classifica finale
|  | Pos. | Squadra         | Pt       | G  | V | N | P | GF | GS | QR   |
|  | ---- | --------------- | -------- | -- | - | - | - | -- | -- | ---- |
|  | 1.   | Abbiategrasso B | 22       | 13 | . | . | . | .. | .. |      |
|  | 2.   | Breda B         | 20       | 13 | . | . | . | .. | .. |      |
|  | 3.   | Erminio Giana   | 15       | 13 | . | . | . | .. | .. |      |
|  | 4.   | Vigevano B      | 14       | 13 | . | . | . | .. | .. |      |
|  | 5.   | Corbetta        | 13       | 13 | . | . | . | .. | .. |      |
|  | 6.   | U.R.S.U.S. (-1) | 4        | 13 | . | . | . | .. | .. | 0,46 |
|  | 7.   | Corridoni       | 4        | 13 | . | . | . | .. | .. | 0,35 |
|  | --   | Alfa Romeo B    | Ritirato |    |   |   |   |    |    |      |

Legenda:
      Ammesso alle finali regionali.
Regolamento:
Due punti a vittoria, uno a pareggio, zero a sconfitta.
In caso di pari merito in qualsiasi posizione della classifica, le squadre sono classificate grazie al miglior quoziente reti (QR).
Note:
U.R.S.U.S ha scontato 1 punto di penalizzazione in classifica per una rinuncia.

## Girone F

### Squadre partecipanti
| Squadra                        | Città (provincia) | Stagione precedente |
| ------------------------------ | ----------------- | ------------------- |
| A.C. Castellanza               | Castellanza (MI)  |                     |
| S.G. Gallaratese (B = riserve) | Gallarate (VA)    |                     |
| A.C. Legnano (B = riserve)     | Legnano (MI)      |                     |
| Dop.Az. Pirelli                | Milano-Bicocca    |                     |
| Rhodense Calcistica            | Rho (MI)          |                     |
| Dop.Az. S.A.F.A.R.             | Milano            |                     |
| S.C. Saronno                   | Saronno (MI)      |                     |
| Varese Sportiva (B = riserve)  | Varese            |                     |

### Classifica finale
|  | Pos. | Squadra        | Pt | G  | V | N | P | GF | GS | QR   |
|  | ---- | -------------- | -- | -- | - | - | - | -- | -- | ---- |
|  | 1.   | Saronno        | 22 | 14 | . | . | . | .. | .. |      |
|  | 2.   | Rhodense       | 18 | 14 | . | . | . | .. | .. | 1,61 |
|  | 3.   | Castellanza    | 18 | 14 | . | . | . | .. | .. | 1,30 |
|  | 4.   | Pirelli        | 17 | 14 | . | . | . | .. | .. |      |
|  | 5.   | Varese (B)     | 14 | 14 | . | . | . | .. | .. |      |
|  | 6.   | Gallaratese B  | 10 | 14 | . | . | . | .. | .. | 0,78 |
|  | 7.   | S.A.F.A.R.     | 10 | 14 | . | . | . | .. | .. | 0,76 |
|  | 8.   | Legnano B (-3) | 0  | 14 | . | . | . | .. | .. |      |

Legenda:
      Ammesso alle finali regionali.
Regolamento:
Due punti a vittoria, uno a pareggio, zero a sconfitta.
In caso di pari merito in qualsiasi posizione della classifica, le squadre sono classificate grazie al miglior quoziente reti (QR).
Note:
Legnano B ha scontato 3 punti di penalizzazione in classifica per tre rinunce.

## Girone G

### Squadre partecipanti
| Squadra                      | Città (provincia)       | Stagione precedente |
| ---------------------------- | ----------------------- | ------------------- |
| U.S. Caratese (B = riserve)  | Carate Brianza (MI)     |                     |
| A.S. Como (B = riserve)      | Como                    |                     |
| Dop.Az. Ercole Marelli       | Sesto San Giovanni (MI) |                     |
| A.S. Impero                  | Mariano Comense (CO)    |                     |
| A.C. Lissone (B = riserve)   | Lissone (MI)            |                     |
| A.S.C. Seregno (B = riserve) | Seregno (MI)            |                     |
| Dop.Az. Singer               | Monza (MI)              |                     |
| A.S. Vis Nova                | Giussano (MI)           |                     |

### Classifica finale
|  | Pos. | Squadra        | Pt       | G  | V | N | P | GF | GS | QR   |
|  | ---- | -------------- | -------- | -- | - | - | - | -- | -- | ---- |
|  | 1.   | Singer         | 21       | 12 | . | . | . | .. | .. |      |
|  | 2.   | Seregno B      | 19       | 12 | . | . | . | .. | .. |      |
|  | 3.   | Como B         | 10       | 12 | . | . | . | .. | .. | 1,46 |
|  | 4.   | Lissone B      | 10       | 12 | . | . | . | .. | .. | 0,67 |
|  | 5.   | Vis Nova       | 10       | 12 | . | . | . | .. | .. | 0,50 |
|  | 6.   | Impero (-1)    | 9        | 12 | . | . | . | .. | .. |      |
|  | 7.   | Caratese B     | 4        | 12 | . | . | . | .. | .. |      |
|  | --   | Ercole Marelli | Ritirata |    |   |   |   |    |    |      |

Legenda:
      Ammesso alle finali regionali.
      Successivamente ammesso in Serie C.
Regolamento:
Due punti a vittoria, uno a pareggio, zero a sconfitta.
In caso di pari merito in qualsiasi posizione della classifica, le squadre sono classificate grazie al miglior quoziente reti (QR).
Note:
Impero ha scontato 1 punto di penalizzazione in classifica per una rinuncia.

## Finale per il titolo e la promozione in Serie C

### Classifica
|  | Pos. | Squadra       | Pt | G  | V | N | P | GF | GS | QR    |
|  | ---- | ------------- | -- | -- | - | - | - | -- | -- | ----- |
|  | 1.   | V.I.S.A.      | 16 | 12 | 7 | 2 | 3 | 34 | 19 |       |
|  | 2.   | Saronno       | 14 | 12 | 6 | 2 | 4 | 28 | 14 | 2,000 |
|  | 3.   | Caproni       | 14 | 12 | 5 | 4 | 3 | 20 | 18 | 1,111 |
|  | 4.   | Codogno       | 13 | 12 | 4 | 5 | 3 | 21 | 23 |       |
|  | 5.   | Monza         | 11 | 12 | 2 | 7 | 3 | 17 | 19 | 0,894 |
|  | 6.   | Singer        | 11 | 12 | 4 | 3 | 5 | 22 | 27 | 0,814 |
|  | 6.   | Erminio Giana | 5  | 12 | 2 | 1 | 9 | 9  | 31 |       |

Legenda:
      Campione Lombardo di Prima Divisione.
      Promosso in Serie C.
Regolamento:
Due punti a vittoria, uno a pareggio, zero a sconfitta.
In caso di pari merito in qualsiasi posizione della classifica, le squadre sono classificate grazie al miglior quoziente reti (QR).

### Calendario
| Andata (1ª) | Andata (1ª)   | Prima giornata  | Ritorno (8ª) | Ritorno (8ª) |
|             |               |                 |              |              |
| 26 apr.     | 0-8           | Codogno-Saronno | 2-0          | 4 giu.       |
| 26 apr.     | 1-1           | Monza-Singer    | 2-2          | 4 giu.       |
| 26 apr.     | 2-1           | Caproni-VISA    | 1-1          | 4 giu.       |
| 26 apr.     | Riposa: Giana |                 |              | 4 giu.       |

| Andata (2ª) | Andata (2ª)     | Seconda giornata | Ritorno (9ª) | Ritorno (9ª) |
|             |                 |                  |              |              |
| 3 mag.      | 2-2             | Singer-Codogno   | 1-3          | 7 giu.       |
| 3 mag.      | 2-1             | VISA-Monza       | 1-3          | 7 giu.       |
| 3 mag.      | 2-1             | Saronno-Giana    | 2-1          | 7 giu.       |
| 3 mag.      | Riposa: Caproni |                  |              | 7 giu.       |

| Andata (3ª) | Andata (3ª)  | Terza giornata | Ritorno (10ª) | Ritorno (10ª) |
|             |              |                |               |               |
| 10 mag.     | 1-1          | Giana-Codogno  | 0-2           | 14 giu.       |
| 10 mag.     | 2-2          | Monza-Caproni  | 1-1           | 14 giu.       |
| 10 mag.     | 4-1          | Saronno-Singer | 0-1           | 14 giu.       |
| 10 mag.     | Riposa: VISA |                |               | 14 giu.       |

| Andata (4ª) | Andata (4ª)   | Quarta giornata | Ritorno (11ª) | Ritorno (11ª) |
|             |               |                 |               |               |
| 14 mag.     | 1-3           | Giana-Singer    | 0-4           | 21 giu.       |
| 14 mag.     | 4-3           | Caproni-Codogno | 0-0           | 21 giu.       |
| 14 mag.     | 2-2           | VISA-Saronno    | 2-1           | 21 giu.       |
| 14 mag.     | Riposa: Monza |                 |               | 21 giu.       |

| Andata (5ª) | Andata (5ª)     | Quinta giornata | Ritorno (12ª) | Ritorno (12ª) |
|             |                 |                 |               |               |
| 17 mag.     | 2-0             | Giana-Caproni   | 1-4           | 28 giu.       |
| 17 mag.     | 5-1             | Saronno-Monza   | 1-1           | 28 giu.       |
| 17 mag.     | 7-2             | VISA-Singer     | 3-1           | 28 giu.       |
| 17 mag.     | Riposa: Codogno |                 |               | 28 giu.       |

| Andata (6ª) | Andata (6ª)    | Sesta giornata  | Ritorno (13ª) | Ritorno (13ª) |
|             |                |                 |               |               |
| 24 mag.     | 4-2            | Codogno-VISA    | 1-2           | 5 lug.        |
| 24 mag.     | 2-1            | Caproni-Saronno | 0-2           | 5 lug.        |
| 24 mag.     | 0-1            | Monza-Giana     | 2-0           | 5 lug.        |
| 24 mag.     | Riposa: Singer |                 |               | 5 lug.        |

| \| Andata (7ª) \| Andata (7ª) \| Settima giornata \| Ritorno (14ª) \| Ritorno (14ª) \| \| \| \| \| \| \| \| 31 mag. \| 3-3 \| Codogno-Monza \| 0-0 \| 12 lug. \| \| 31 mag. \| 1-3 \| Giana-VISA \| 0-8 \| 12 lug. \| \| 31 mag. \| 4-0 \| Singer-Caproni \| 0-4 \| 12 lug. \| \| 31 mag. \| Riposa: Saronno \| \| \| 12 lug. \| |                 |                  |               |               |
| Andata (7ª) | Andata (7ª)     | Settima giornata | Ritorno (14ª) | Ritorno (14ª) |
| |                 |                  |               |               |
| 31 mag. | 3-3             | Codogno-Monza    | 0-0           | 12 lug.       |
| 31 mag. | 1-3             | Giana-VISA       | 0-8           | 12 lug.       |
| 31 mag. | 4-0             | Singer-Caproni   | 0-4           | 12 lug.       |
| 31 mag. | Riposa: Saronno |                  |               | 12 lug.       |

### Verdetti finali
- La V.I.S.A. è Campione Lombardo Dilettanti 1942.
- V.I.S.A., Saronno, Caproni e Codogno sono promosse in Serie C.
- La Vis Nova è successivamente ammessa in Serie C.[3]
- In seguito anche il Monza è ammesso in Serie C per liberalità federale.[5].

### Giornali
- Archivio della Gazzetta dello Sport, stagione 1941-1942, consultabile presso le Biblioteche:
  - Biblioteca Nazionale Braidense di Milano;
  - Biblioteca Nazionale Centrale di Firenze;
  - Biblioteca Nazionale Centrale di Roma;
  - Biblioteca Civica Berio di Genova;
  - e presso Emeroteca del C.O.N.I. di Roma (non è online ma è da consultare in sede).

### Libri
- Pietro Serina, Bergamo in campo 1905-1994: il nostro calcio, i suoi numeri, Zanica (BG), L'Impronta Edizioni, 1995.

Libri di società sportive